# Flugzeugführer- und Beobachterabzeichen

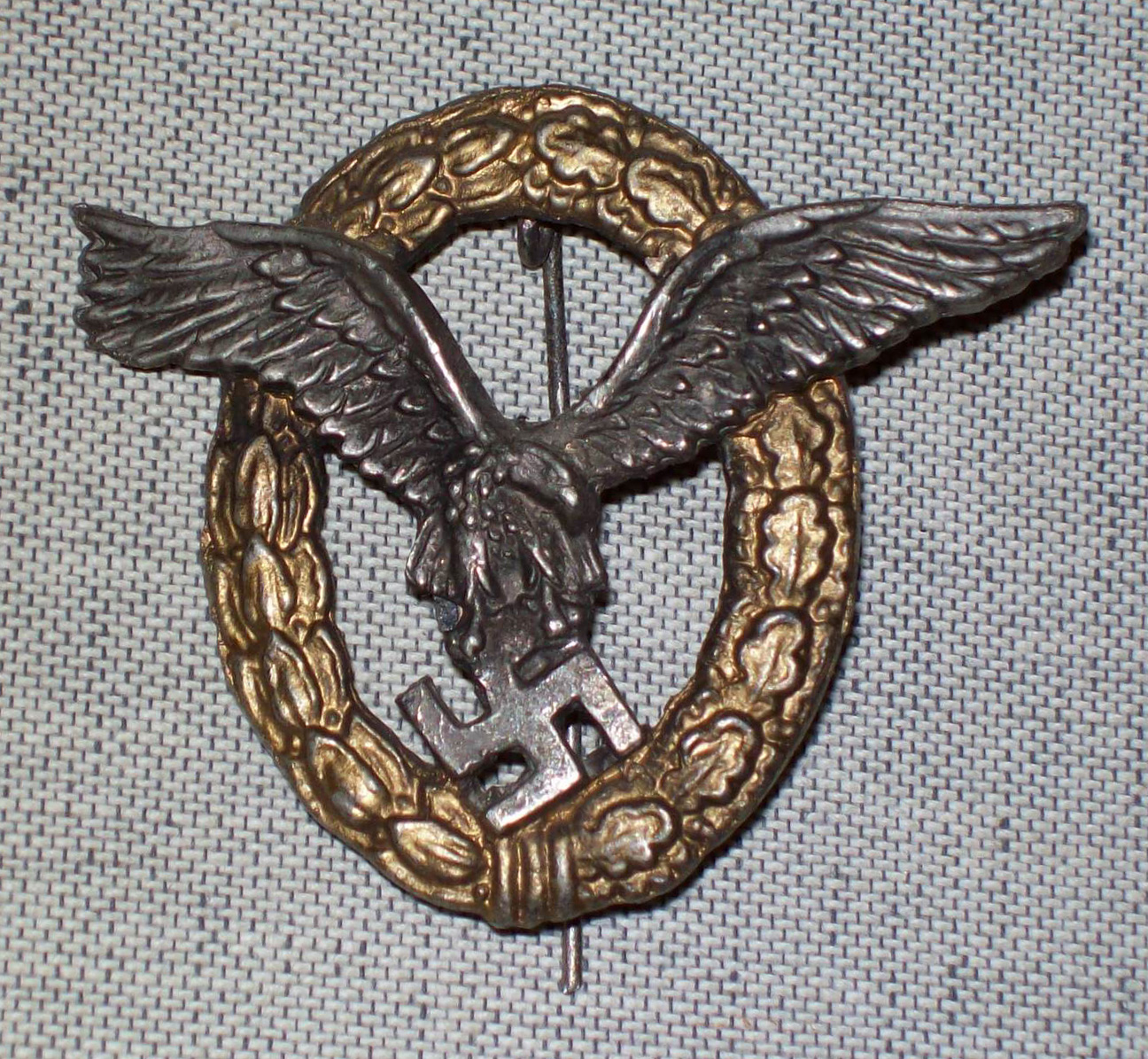
Flugzeugführer- und Beobachterabzeichen (2. Modell)

Flugzeugführer- und Beobachterabzeichen (2. Modell) in der 57er Version mit 16 mm Nadel

Das Gemeinsame Flugzeugführer- und Beobachterabzeichen wurde am 19. Januar 1935 durch Hermann Göring  in seiner Funktion als Reichsminister der Luftfahrt als Nachfolgemodell des Fliegerschaftsabzeichens gestiftet. Voraussetzung für die Verleihung des Gemeinsamen Flugzeugführer- und Beobachterabzeichen war die bereits erfolgte Verleihung des Flugzeugführer- oder Beobachterabzeichens und das Vorliegen der Voraussetzungen für beide Abzeichen. Per Verordnung vom 31. Juli 1944 wurde verfügt, dass zwischen Verleihung des Flugzeugführer- oder Beobachterabzeichen und dem Gemeinsamen Flugzeugführer- und Beobachterabzeichen mindestens ein Jahr vergangen sein musste.

## Aussehen und Trageweise
Das Abzeichen ist aus versilberten Tombak oder Feinzink gefertigt und kam bis Kriegsende zur Verleihung. Es ist ein hochovales Abzeichen, dessen Kranz vergoldet und aus Eichen- (rechts) und Lorbeerblättern (links) gebildet ist. Auf dem Kranz ist das silberne Hoheitsabzeichen der Luftwaffe der zweiten Form aufgelegt. Die Rückseite des ansonsten durchbrochenen Abzeichens zeigt eine senkrecht angelötete Nadel mit Gegenhaken. Getragen wurde die Auszeichnung als Steckabzeichen auf der linken Brustseite unter dem, sofern es verliehen war, Eisernen Kreuz I. Klasse. Gestickte Varianten dieses Abzeichens waren für die Pilotenmontur zulässig.

## Gold mit Brillanten

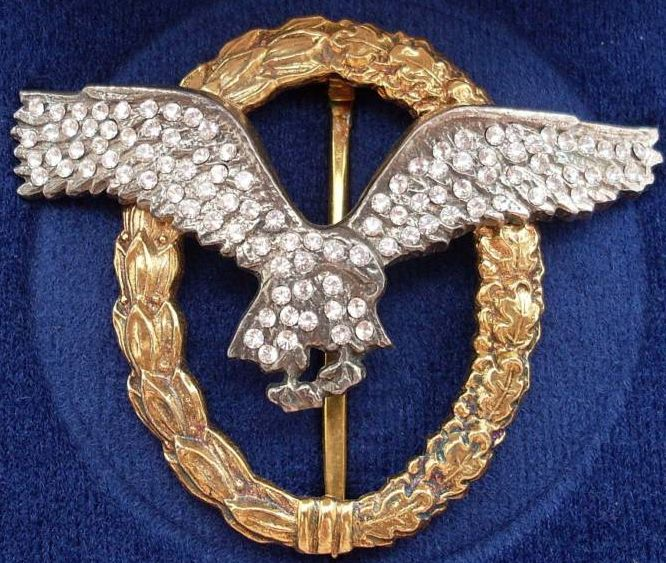
Flugzeugführer- und Beobachterabzeichen mit Brillanten in der 57er Version

Das Gemeinsame Flugzeugführer- und Beobachterabzeichen in Gold mit Brillanten nimmt eine Sonderstellung unter den sonstigen Tätigkeitsabzeichen der Luftwaffe ein. Die Auszeichnung in Brillanten wurde offiziell nicht gestiftet, sondern am 16. März 1935 eingeführt. Sie war somit kein Tätigkeitsabzeichen, sondern verstand sich als Ehrengabe Görings. Die Verleihung erfolgte an In- und Ausländer daher ehrenhalber.
Als Verleihungskriterien wurden dabei angesehen:
- Verdienste um die Luftwaffe
- herausragende Tapferkeit
- außergewöhnliche Leistungen in der Truppenführung
- diplomatisches Einvernehmen mit ausländischen Staatsmännern

Verleihungen wurden ausschließlich durch Göring persönlich vorgenommen, und jeder Geehrte erhielt zwei Ausfertigungen des Abzeichens.

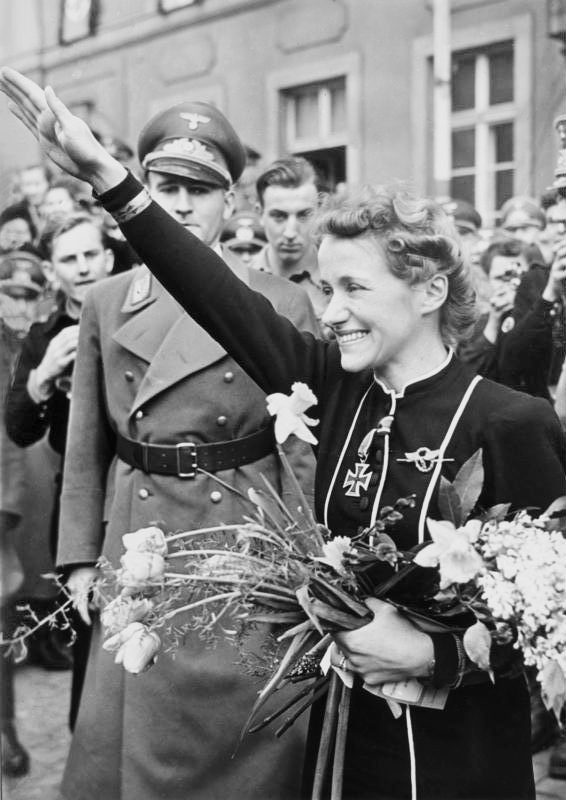
Hanna Reitsch, die die Damenspange trägt

Bei dem eigentlichen Abzeichen ist der Kranz aus 14-karätigem Gold und der Adler aus Platin gefertigt. Die Flügel, der Korpus sowie das Hakenkreuz sind dabei mit Brillanten besetzt. Die zweite Ausfertigung war lediglich aus vergoldeten Silber und mit Strasssteinen besetzt. Insgesamt wurden 60 Auszeichnungen gefertigt, und es lassen sich 34 Verleihungen nachweisen.
Unter den Ausgezeichneten befinden sich mit den beiden Testpilotinnen Hanna Reitsch und Melitta Schenk Gräfin von Stauffenberg auch zwei Frauen. Diese erhielten neben der Dekoration eine speziell für sie gefertigte Damenspange. Das Stück von Frau Hanna Reitsch war 2004 im Rahmen der Sonderausstellung „Frau und Flug“ im Zeppelin-Museum in Friedrichshafen im Original an ihrer Uniform ausgestellt.

## Sonstiges
Gemäß Gesetz über Titel, Orden und Ehrenzeichen vom 26. Juli 1957 ist das Tragen des Gemeinsamen Flugzeugführer- und Beobachterabzeichens in der Version des Dritten Reiches in der Bundesrepublik Deutschland nur ohne Hakenkreuz gestattet.